# Teodor Vasile

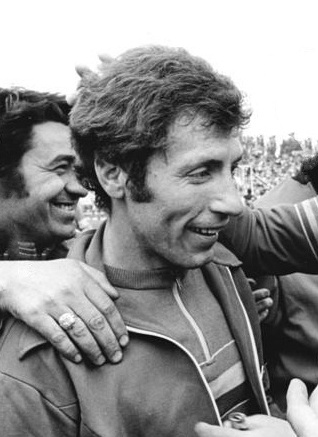
Teodor Vasile (1977)

Teodor Vasile (* 16. August 1947 in Ploiești) ist ein ehemaliger rumänischer Radrennfahrer und nationaler Meister im Radsport.

## Sportliche Laufbahn
Er war Teilnehmer der Olympischen Sommerspiele 1972 in München. Bei Spielen wurde er im olympischen Straßenrennen beim Sieg von Hennie Kuiper als 60. klassiert. 1980 nahm er erneut an den Olympischen Sommerspielen in Moskau teil. Dort schied er im olympischen Straßenrennen aus.
Vasile gewann er die nationale Meisterschaft im Straßenrennen 1970 und 1975. An der Internationalen Friedensfahrt nahm Vasile neunmal teil, seine beste Platzierung war der 12. Rang 1978. 1977 konnte er eine Etappe in der Rundfahrt gewinnen. 1974 siegte er im Etappenrennen Cupa Vointa und wurde Vierter der Rumänien-Rundfahrt. Bei den Balkan-Meisterschaften 1978 gewann er das Straßenrennen.